# Ponaschemu (język)
Ponaschemu – język pośredni pomiędzy językiem niemieckim a językiem dolnołużyckim, używany dawniej na Łużycach przez część Serbołużyczan.

## Historia
Językiem tym mówiono do lat 50. XX w. W ponaschemu mówiono przeważnie w wioskach (przede wszystkim w wioskach Spreewaldu), w których żyli razem Niemcy i Dolnołużyczanie. Dzisiaj języka tego już się nie używa, ponieważ większość ówczesnych mieszkańców wsi zasymilowała się z Niemcami.
Należy wyjaśnić, że język ponaschemu był „wyśmiewany przez zurbanizowane społeczeństwo”, a wyśmiewającymi byli głównie Niemcy, z reguły w ogóle niechętni wobec języka łużyckiego. W tym czasie nie można było też mówić o miejskiej społeczności Serbołużyczan w Dolnych Łużycach. Serbołużyczanie byli raczej wyśmiewani jako niewykształceni wieśniacy, którzy w swojej mowie używali słów łużyckich i niemieckich. Wyśmiewano tę mowę, która była jedyną naturalną pozostałością żywego języka słowiańskiego na Dolnych Łużycach. Po drugiej wojnie światowej do grona wyśmiewających, „zurbanizowanych” Niemców, dołączyli działacze łużyccy z Górnych Łużyc, którzy w ramach „pomocy” zamierzali „udoskonalić” język dolnołużycki, wyplenić germanizmy, a nawet połączyć oba języki łużyckie w jeden. Mowa wiejskich Dolnołużyczan wydawała się im zepsuta i nasycona germanizmami i dlatego ją również wyśmiewali. Działania te nie przyniosły oczekiwanych efektów, bo obecnie, chociaż mowa ponaschemu już praktycznie zanikła, nie udało się również utrzymać „czystej postaci” języka dolnołużyckiego i Dolne Łużyce są pod względem językowym wyraźnie zgermanizowane.

## Przykład
Rymowanka dziecięca z roku 1890, zapisana przez Wilibalda von Schulenburga w Spreewald. Znana również w Jänschwalde/Janšojcach
- Morgenrot, swinja tot. Škla grochow, zwerjcha knochow. Šklicka rajsa, zwerjcha šajsa.